# Serdar Aziz
Serdar Aziz (Osmangazi, 23 oktober 1990) is een Turks profvoetballer die als centrale verdediger speelt.

## Clubcarrière
Aziz doorliep de jeugdopleiding van Bursaspor en kwam in 2006 voor het eerst bij het eerste elftal. In het seizoen 2007/08 werd hij verhuurd aan satellietclub Bursa Merinosspor die uitkwam in de TFF 3. Vanaf het seizoen 2011/12 werd hij een vaste waarde in het eerste team van Bursaspor. Op 22 juni 2016 maakte hij de overstap naar Galatasaray. In januari 2019 ruilde hij Cimbom in voor rivaal Fenerbahçe.

## Interlandloopbaan
Zijn vader was van Albanese komaf en geboren in voormalig Joegoslavië (Macedonië). Een oproep om te spelen voor het Macedonisch voetbalelftal wees Aziz in 2011 af omdat hij voor Turkije wilde uitkomen. In 2013 werd hij voor het eerst opgeroepen voor het Turks voetbalelftal. Hij debuteerde op 16 november 2014 in de EK-kwalificatiewedstrijd in Istanboel tegen Kazachstan en maakte daarbij het derde doelpunt van de 3-1 overwinning.